# Yutori
yutori（ゆとり）は、日本の4人組ロックバンドである。東京都出身。2020年11月より活動を開始したが、2020年12月7日を結成日としている。
バンド名は、メンバーが出し合った候補の中から語感で決めた。

## 来歴
- 2020年  (令和2年)
  - 12月7日 : バンドを結成[1][2]。同日、初の楽曲「ショートカット feat. 矢口結生」をEggsに投稿[3]。

- 2021年  (令和3年)
  - 5月9日 : 「午前零時」をEggsに投稿[4]。
  - 5月17日 : Eggsの総再生回数が10万回再生を突破[5]。
  - 6月9日 : 初のコンピアルバム「wish me luck3」収録[6]。
  - 7月12日 : 「週刊少年ジャンプ32号」の音楽専門ページ「ROCK THE JUMP」に初インタビューが掲載[7]。
  - 12月7日 : 結成一周年を記念した新曲「音信不通」を配信リリース[8]。

- 2022年  (令和4年)
  - 7月24日 : 「OSAKA GIGANTIC MUSIC FES. 2022」のSKY STAGEのオープニングアクトとして出演[9]。
  - 10月1日 : 「Date fm Fantastic Forty “MEGA★ROCKS 2022"」に初出演[10]。
  - 10月10日 : 「MINAMI WHEEL 2022」に初出演[11]。
  - 11月2日 : 1st mini album「モラトリアム」をリリース[12]。
  - 11月11日～12月27日 : yutori 1st ONEMAN TOUR 『大人になっても』を開催[13]。

- 2023年  (令和5年)
  - 2月7日～3月7日 : yutori 2MAN TOUR 『今しか鳴らせない音を』を開催[14]。
  - 9月6日 : 2nd mini album「夜間逃避行」をリリース[15]。
  - 9月8日～10月1日：yutori 2nd ONEMAN TOUR『夜間逃避行』を開催[16]。

- 2024年  (令和6年)
  - 3月16日～3月31日 : yutori 2MAN TOUR 2024 『対』を開催[17]。
  - 9月15日～10月27日：yutori  ONEMAN TOUR『タイトル未定』を開催[18]。

- 2025年（令和7年）
  - 2月23日、4月にKi/oon Musicよりメジャーデビューすることを発表[19]。

## メンバー

### 在籍中のメンバー
- 佐藤 古都子（さとう ことこ）
ボーカル&ギター担当。
誕生日は3月10日。（21歳）
出身は京都。
血液型はA型。
好きなバンドはおいしくるメロンパン、Cody・Lee (李)、緑黄色社会、ヒトリエ、Ado。
- 内田 郁也（うちだ いくや）
ギター&コーラス担当。
自称ポーカーフェイス。
誕生日は12月29日。（23歳）
出身は埼玉。
血液型はA型。
好きなバンドはユアネス。
特技は8×8のオセロ。
- 豊田 太一（とよだ たいち）
ベース担当。
誕生日は4月14日。（21歳）
血液型は自称O型。
ギブソン・サンダーバードが好きで、愛用楽器として使用している。
好きなバンドはThe 1975。
- 浦山 蓮（うらやま れん）
ドラム&コーラス担当。
誕生日は6月20日。（23歳）
出身は宮城。
血液型はO型
お酒とサウナが好き。
好きなバンドはクリープハイプ。

## ディスコグラフィ

### シングル

#### 配信限定シングル
| 発売日         | タイトル                     | 規格                   |
| -------------- | ---------------------------- | ---------------------- |
| 2020年12月7日  | ショートカット feat.矢口結生 | デジタル・ダウンロード |
| 2021年5月12日  | 午前零時                     | デジタル・ダウンロード |
| 2021年8月15日  | 君と癖                       | デジタル・ダウンロード |
| 2021年12月7日  | 音信不通                     | デジタル・ダウンロード |
| 2022年3月26日  | キミニアワナイ               | デジタル・ダウンロード |
| 2022年7月22日  | スイミー                     | デジタル・ダウンロード |
| 2023年2月10日  | 煙より                       | デジタル・ダウンロード |
| 2023年5月3日   | センチメンタル               | デジタル・ダウンロード |
| 2023年7月14日  | ワンルーム                   | デジタル・ダウンロード |
| 2023年11月29日 | 赤い糸                       | デジタル・ダウンロード |
| 2023年12月20日 | 愛してるよ                   | デジタル・ダウンロード |
| 2024年3月13日  | 有耶無耶                     | デジタル・ダウンロード |
| 2024年8月14日  | 白い薔薇                     | デジタル・ダウンロード |
| 2024年10月28日 | 合鍵とアイロニー             | デジタル・ダウンロード |
| 2024年12月18日 | 純粋無垢                     | デジタル・ダウンロード |
| 2025年2月24日  | ショートカット               | デジタル・ダウンロード |
| 2025年4月7日   | スピード - Speed             | デジタル・ダウンロード |
| 2025年6月29日  | 月と私のかくれんぼ           | デジタル・ダウンロード |

### アルバム

#### ミニ・アルバム
|     | 発売日        | タイトル     | 規格                   | 収録曲 |
| --- | ------------- | ------------ | ---------------------- | --- |
| 1st | 2022年11月2日 | モラトリアム | CD                     | 1. モラトリアム 2. 君と癖 3. 音信不通 4. キミニアワナイ 5. スイミー 6. いない君へ                                                                                           |
| 2nd | 2023年9月6日  | 夜間逃避行   | CD                     | 1. ワンルーム 2. 会いたくなって、飛んだバイト 3. センチメンタル 4. 安眠剤 5. ヒメイドディストーション 6. もしも 7. 煩イ 8. 煙より 9. 眠るためのうた (Bedroom ver.) ※CD only |
| 3rd | 2024年5月22日 | Luv          | デジタル・ダウンロード | 1. 有耶無耶 2. 巡ル 3. H@BREAK 4. 赤い糸 5. 愛してるよ 6. 東京 |
| 4th | 2025年5月21日 | Hertzmetre   | CD                     | 1. スピード - Speed 2. NOT MUSIC 3. 白い薔薇 4. 合鍵とアイロニー 5. 1 Sheep to sleep 6. 純粋無垢 7. スーパームーン                                                          |

### 収録作品
| 発売日       | タイトル      | 収録曲 |
| ------------ | ------------- | ------ |
| 2022年6月9日 | wish me luck3 | yutori |

## 作品について

### ショートカット feat. 矢口結生
「ショートカット feat.矢口結生」は、yutoriの楽曲。1作目のEggs配信限定シングルとして2020年12月7日にリリースされた。作詞作曲はペルシカリアの矢口結生が手掛けている。

#### 来歴
・2020年12月7日より、yutori初の楽曲としてEggsに投稿。その後2025年2月24日に、インディーズ最後の作品としてyutoriメンバーのみで再録したバージョンを配信リリース。

#### チャート成績

##### 2020年
・12月8日より、EggsのSONGS Daily、Artists Daily共に一位を獲得。その後、4部門のランキングで1位を獲得 。
・12月13日より、Eggsで1万回再生を突破。
・12月19日より、Eggsで2万回再生を突破。
・12月31日より、Eggsで3万回再生を突破。

##### 2021年
・2月1日より、Eggsで5万回再生を突破。

### 午前零時
「午前零時」は、yutoriの配信限定シングル。2021年5月9日にEggsに投稿、リリースされた。

#### 来歴
・2021年5月9日より、yutoriの楽曲として配信リリース。

#### チャート成績

##### 2021年
・5月10日より、EggsのSONGS Daily、Artists Daily共に一位を獲得。
・5月14日より、Eggsで1万回再生を突破。公式TikTokを開設。
・5月16日より、lyric videoが5000回再生を突破。
・5月22日より、サブスクリプションを解禁   。

## タイアップ
| 使用年 | 曲名               | タイアップ                                                                      |
| ------ | ------------------ | ------------------------------------------------------------------------------- |
| 2022年 | モラトリアム       | WOWOWオリジナルドラマ『早朝始発の殺風景』主題歌                                 |
| 2025年 | スピード           | テレビアニメ『ヴィジランテ-僕のヒーローアカデミア ILLEGALS-』エンディングテーマ |
| 2025年 | スピード           | スペースシャワーTV「BOOM BOOM BOOM」5月度CMソング                               |
| 2025年 | 月と私のかくれんぼ | TVアニメ『ウィッチウォッチ』第2クールエンディングテーマ                         |

## ライブ

### 企画
yutori 1st ONEMAN TOUR
『大人になっても』
| 日程           | 会場                     |
| -------------- | ------------------------ |
| 2022年11月12日 | 東京・Spotify O-Crest    |
| 2022年11月23日 | 大阪・心斎橋VARON        |
| 2022年12月18日 | 東京・Shibuya eggman     |
| 2022年12月21日 | 愛知・Electric Lady Land |
| 2022年12月23日 | 大阪・OSAKA MUSE         |
| 2022年12月27日 | 宮城・LIVE HOUSE enn 2nd |

yutori 2MAN TOUR
『今しか鳴らせない音を』
| 日程          | 会場                       | 対バン               |
| ------------- | -------------------------- | -------------------- |
| 2023年2月11日 | 大阪・シャングリラ         | ユアネス             |
| 2023年2月19日 | 愛知・UPSET                | Half time Old        |
| 2023年2月25日 | 東京・WWW                  | おいしくるメロンパン |
| 2023年3月4日  | 宮城・SENDAI CLUB JUNK BOX | サイダーガール       |
| 2023年3月7日  | 東京・WWWX                 | ヒトリエ             |

yutori 2nd ONEMAN TOUR『夜間逃避行』
| 日程          | 会場                       |
| ------------- | -------------------------- |
| 2023年9月8日  | 大阪・UMEDA CLUB QUATTRO   |
| 2023年9月16日 | 宮城・SENDAI CLUB JUNK BOX |
| 2023年9月18日 | 愛知・NAGOYA CLUB QUATTRO  |
| 2023年10月1日 | 東京・SHIBUYA CLUB QUATTRO |

yutori 2MAN TOUR 2024
『対』
| 日程          | 会場                   | 対バン       |
| ------------- | ---------------------- | ------------ |
| 2024年3月16日 | 東京・CLUB QUATTRO     | This is LAST |
| 2024年3月29日 | 愛知・ell. FITS ALL    | Conton Candy |
| 2024年3月31日 | 大阪・Music Club JANUS | 黒子首       |

yutori ONEMAN TOUR 2024『Luv yourself』
| 日程           | 会場                     |
| -------------- | ------------------------ |
| 2024年9月15日  | 東京・Spotify O-EAST     |
| 2024年9月21日  | 大阪・UMEDA CLUB QUATTRO |
| 2024年9月23日  | 香川・TOONICE            |
| 2024年9月28日  | 北海道・札幌PLANT        |
| 2024年10月5日  | 愛知・ElectricLadyLand   |
| 2024年10月14日 | 福岡・OP's               |
| 2024年10月27日 | 宮城・LIVE HOUSE enn 2nd |

yutori 5th Anniversary Starting Live『大人になったら』
| 日程          | 会場                 |
| ------------- | -------------------- |
| 2025年2月23日 | 東京・Shibuya eggman |

yutori ONEMAN TOUR 2025 『One call away』
| 日程          | 会場                    |
| ------------- | ----------------------- |
| 2025年4月12日 | 福岡・DRUM Be-1         |
| 2025年4月29日 | 新潟・GOLDEN PIGS BLACK |
| 2025年5月30日 | 宮城・仙台darwin        |
| 2025年6月1日  | 北海道・札幌PLANT       |
| 2025年6月7日  | 広島・CAVE-BE           |
| 2025年6月8日  | 香川・高松DIME          |
| 2025年6月14日 | 愛知・DIAMOND HALL      |
| 2025年6月29日 | 東京・Zepp Shinjuku     |
| 2025年7月11日 | 大阪・BIGCAT            |

yutori 5th Anniversary
『MODE』
| 日程          | 会場                   | コンセプト |
| ------------- | ---------------------- | ---------- |
| 2024年3月16日 | 京都・KYOTO MUSE       | ワンマン   |
| 2024年3月29日 | 東京・渋谷クアトロ     | 対バン     |
| 2024年3月31日 | 東京・Shibuya Milkyway | ワンマン   |

### Web
- 公式サイト

Eggs
- yutori - Eggs
・2021年1月9日より、フォロワー数 1000人突破。
・2021年5月4日より、フォロワー数 2000人突破。

### SNS
Twitter
- yutori (@yutori__band) - X（旧Twitter）
・2021年02月26日、フォロワー数   1000人突破。
・2021年12月10日、フォロワー数   6000人突破。
・2022年07月25日、フォロワー数 10000人突破。
・2023年08月26日、フォロワー数 15000人突破。
・2024年12月17日、フォロワー数 20000人突破。
佐藤古都子 (@yutori_310) - X（旧Twitter）
内田郁也 (@yutori_ucd_198) - X（旧Twitter）
豊田太一 (@yutori_tyd) - X（旧Twitter）
浦山蓮 (@yutori_ren) - X（旧Twitter）

Instagram
- yutori (@yutori_band) - Instagram
・2021年12月7日より、公式Instagramを開設。
佐藤古都子 (@yutori_310) - Instagram
内田郁也 (@yutori_guitar) - Instagram
豊田太一 (@toyoda_yutori) - Instagram
浦山蓮 (@yutori_ren) - Instagram

YouTube
- yutori - YouTubeチャンネル

TikTok
- yutori (@yutori_band) - TikTok

1. ↑  “公式Twitterより”
2. ↑  “公式Twitterより”
3. ↑  “公式Twitterより”
4. ↑  “公式Twitterより”
5. ↑  “公式Twitterより”
6. ↑  “公式Twitterより”
7. ↑  “公式Twitterより”